# Guy L. Coté
Guy L. Coté (né le 30 août 1925 à Ottawa et mort le 12 septembre 1994 à Montréal) est un cinéaste documentariste canadien, producteur, réalisateur, monteur, scénariste et directeur de la photographie.

## Biographie
De 1947 à 1952, détenteur d'une Bourse Rhodes, il est étudiant en chimie à l'université d'Oxford, en Angleterre. C'est là que, dans ses loisirs, il s'initie au cinéma, se familiarise avec le fonctionnement des ciné-clubs et, produisant et réalisant deux courts métrages, devient cinéaste documentariste. Il se marie en 1952, obtient l'assurance d'un emploi de trois mois à l'Office national du film du Canada (ONF), à Ottawa, où il revient, délaissant ses travaux de doctorant en chimie. « Je trouvais que c'était une entreprise de vie valable que de faire connaître mon pays à travers le monde par le cinéma », dit-il. Toute sa carrière de cinéaste se passe comme documentariste, jusqu'à la fin des années 1980, à l'ONF, qui part d'Ottawa pour s'installer en 1956 dans ses nouveaux locaux sur l'Île de Montréal.

## Cinémathèque et Médiathèque

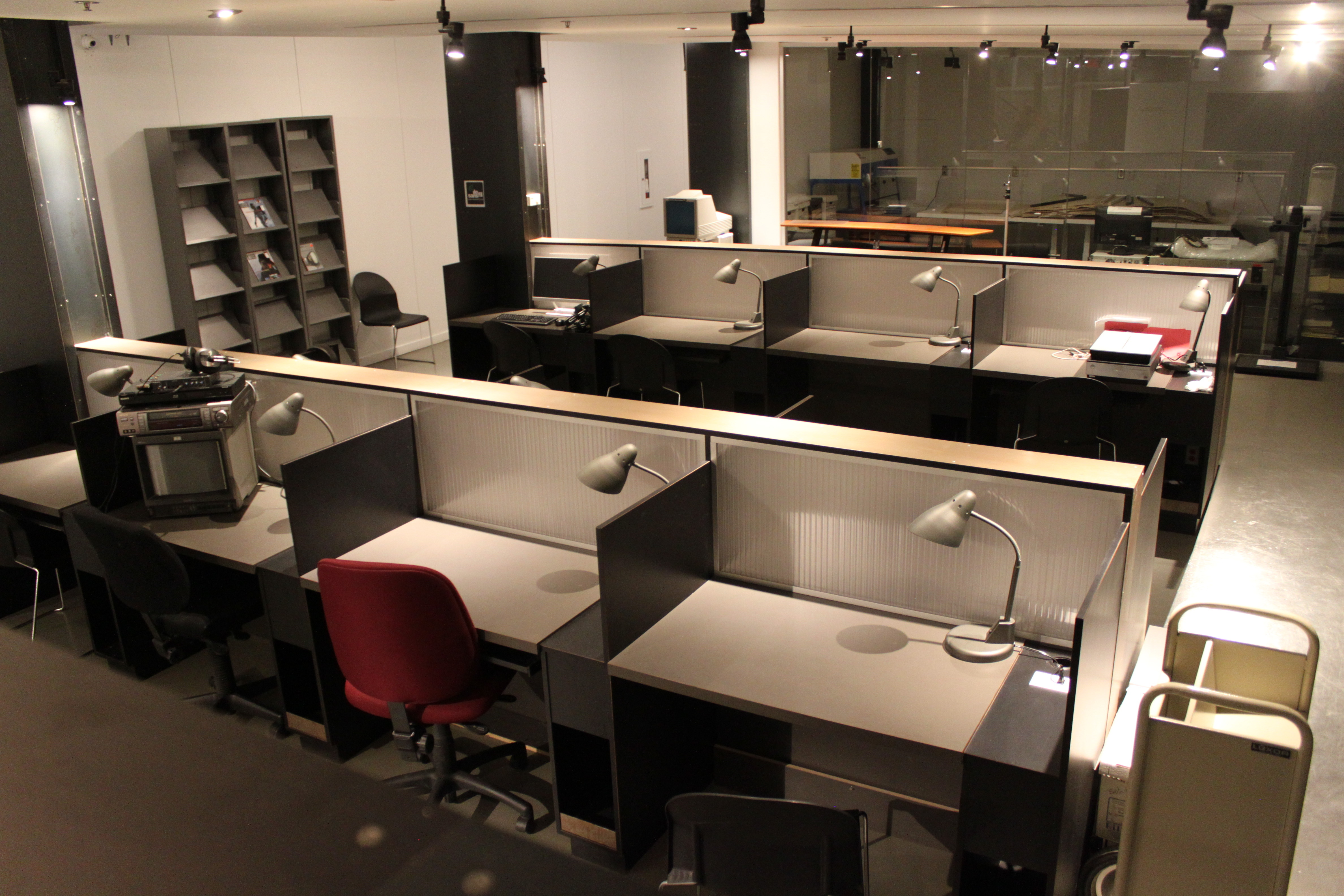
Médiathèque Guy-L.-Coté

Cédée en 1969, sa collection personnelle (livres, affiches, extraits de presse…) est l'assise du « centre de documentation » de la Cinémathèque québécoise, qu'il a fondée en 1963. Il meurt en 1994. À titre d'hommage posthume, ce centre prend, en 1997, le nom de « Médiathèque Guy-L.-Coté ».

## Filmographie

### comme producteur
- 1958 : Industrial Canada
- 1967 : Le Règne du jour
- 1968 : The Waterdevil
- 1968 : Les Voitures d'eau
- 1968 : De mère en fille
- 1968 : Le Beau plaisir
- 1968 : Nominingue... depuis qu'il existe (TV)
- 1969 : A Total Service
- 1969 : Là ou ailleurs
- 1969 : Éloge du chiac
- 1969 : Le Grand Rock
- 1970 : Où êtes-vous donc ?
- 1970 : Un pays sans bon sens !
- 1971 : L'Acadie, l'Acadie
- 1976 : On est au coton
- 1976 : Monsieur Journault
- 1985 : Le Combat d'Onésime Tremblay
- 1986 : J'ai pas dit mon dernier mot
- 1986 : Les Chemins de croix au Québec
- 1986 : Calvaires et croix de chemin
- 1986 : La Bioéthique : une question de choix - L'homme à la traîne
- 1986 : Les Anges dans l'art au Québec
- 1987 : Un trésor de la peinture sacrée au Québec: la collection des abbés Desjardins
- 1987 : Thomas Baillairgé, architecte, 1791-1859
- 1987 : La Statuaire de cire
- 1987 : La Peinture en Nouvelle-France
- 1987 : Napoléon Bourassa (1827-1926) et la décoration d'églises
- 1987 : Louis Jobin, sculpteur, 1845-1928
- 1987 : Louis-Amable Quévillon, sculpteur et ornemaniste, 1749-1823
- 1987 : Les Églises protestantes au Québec
- 1987 : Dom Bellot, architecte, 1876-1943
- 1988 : Discussions in Bioethics: The Old Woman

### comme réalisateur
- 1953 : Winter in Canada
- 1955 : Grain Handling in Canada
- 1958 : Railroaders - Les Cheminots (série « Géographie humaine »)
- 1958 : Industrial Canada
- 1959 : Fishermen - Les Pêcheurs (série « Géographie humaine »)
- 1960 : Roughnecks: The Story of Oil Drillers - Les Maîtres-sondeurs (série « Géographie humaine »)
- 1960 : Railroaders: Revised
- 1961 : Cattle Ranch - Têtes blanches (série « Géographie humaine »)
- 1962 : Kindergarten
- 1964 : An Essay on Science - Cité savante
- 1965 : The Way of Science
- 1965 : Regards sur l'occultisme (2e partie) - Science et esprits
- 1965 : Regards sur l'occultisme (1re partie) - Magie et miracles
- 1972 : Tranquillement, pas vite
- 1974 : Les Deux côtés de la médaille
- 1976 : Les Vieux amis
- 1976 : Blanche et Claire
- 1976 : Monsieur Journault
- 1976 : Rose et Monsieur Charbonneau
- 1979 : Marastoon: The Place Where One Is Helped
- 1979 : Dominga
- 1979 : Azzel

### comme monteur
- 1958 : Railroaders
- 1958 : Industrial Canada
- 1959 : Fishermen
- 1960 : Roughnecks: The Story of Oil Drillers
- 1960 : Railroaders: Revised
- 1961 : Cattle Ranch
- 1962 : Runner
- 1962 : Lonely Boy (en)
- 1962 : The Living Machine
- 1962 : Kindergarten
- 1964 : Toronto Jazz
- 1964 : The Persistent Seed
- 1965 : Regards sur l'occultisme (2e partie) - Science et esprits
- 1965 : Regards sur l'occultisme (1re partie) - Magie et miracles
- 1972 : Tranquillement, pas vite
- 1974 : Les Deux côtés de la médaille
- 1976 : Monsieur Journault
- 1976 : Rose et Monsieur Charbonneau

### comme scénariste
- 1953 : Winter in Canada
- 1958 : Railroaders
- 1958 : Industrial Canada
- 1959 : Fishermen
- 1960 : Roughnecks: The Story of Oil Drillers
- 1960 : Railroaders: Revised
- 1961 : Cattle Ranch
- 1965 : The Way of Science
- 1976 : Monsieur Journault
- 1976 : Rose et Monsieur Charbonneau

### comme acteur
- 1978 : L'Affaire Bronswik

### comme directeur de la photographie
- 1976 : Rose et Monsieur Charbonneau